# Felipe Guerra
Felipe Guerra är en kommun i Brasilien.   Den ligger i delstaten Rio Grande do Norte, i den östra delen av landet, 1 600 km nordost om huvudstaden Brasília. Antalet invånare är 5 734.
Omgivningarna runt Felipe Guerra är huvudsakligen savann. Runt Felipe Guerra är det glesbefolkat, med 13 invånare per kvadratkilometer.